# VK 3001 (H)
VK 3001 (H)是二战期间德国亨舍尔公司所研制的一款试验型车辆。其名称中VK为德语试验型装甲车辆缩写，30为30吨重样车，01则为第01号样车。(H)代表的是该车辆由亨舍尔公司所研制。

## 历史
1937年，亨舍尔公司接到指令，研制用于取代四号坦克的同级坦克，Draufhin提出了DW计划（Durchbruchswagen，突破用戰車计划）I和II。1938年9月，亨舍尔公司获准继续进行DW计划的研制。
亨舍尔公司在1938年9月9日決定將DW發展成30噸的戰車。1939年1月1號決定了搭載的主炮為75mm Kwk 37 L/24，人員配置與Panzer IV相同，車體裝甲為50mm厚
VK 3001 (H)仅制造了4辆，稱之為"0系列"，1941年3月制造了两辆，同年十月制造了另外两辆。但没有一辆原型车装上了炮塔。
VK 3001 (H)和之後的VK 3601 (H)内置了亨舍尔公司的Typ L 320三倍径操控装置，这一装置后来经过简化安装在了虎式坦克上。
VK 3001 (H)的计划最终只停留在了测试阶段，它们的优点后来为VK36.01(H)和VK 45.01 (H)所继承，亦即后来的虎式坦克的原型。莱茵金属将两辆VK 30.01 (H)的底盘改造成为了斯圖爾·埃米爾自走炮（Sturer Emil，Panzerselbstfahrlafette V，或12.8 cm Selbstfahrlafette auf VK3001(H)  ）。而VK 3001 (H)的炮塔则被安放在了大西洋壁垒作为固定炮塔防御工事。

## 外部链接

DW及VK的試作型設計圖